# 聴診
聴診（ちょうしん）とは診察の項目のうち音を聴き取って行うものである。聴診器を使う間接聴診と、直接体壁に耳をつけて聴く直接聴診とがある。
胸部聴診では心音や心雑音、頸動脈雑音、呼吸音などを聞き、腹部聴診では腹部血管雑音、グル音、腹鳴を聞く。

患者を聴診している内科医。聴診三角の部分に聴診器を当てている

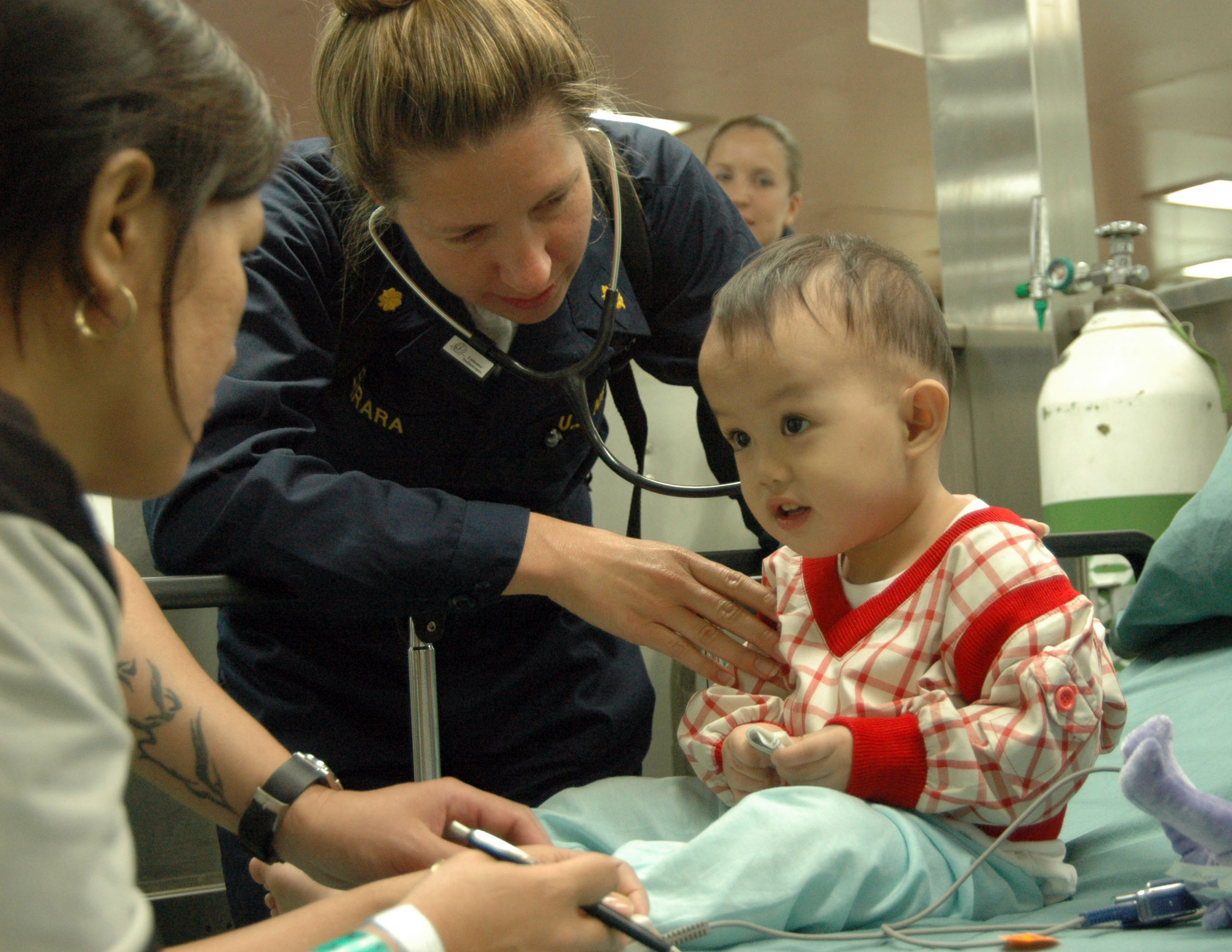
患児を聴診している小児科医

## 聴診器について

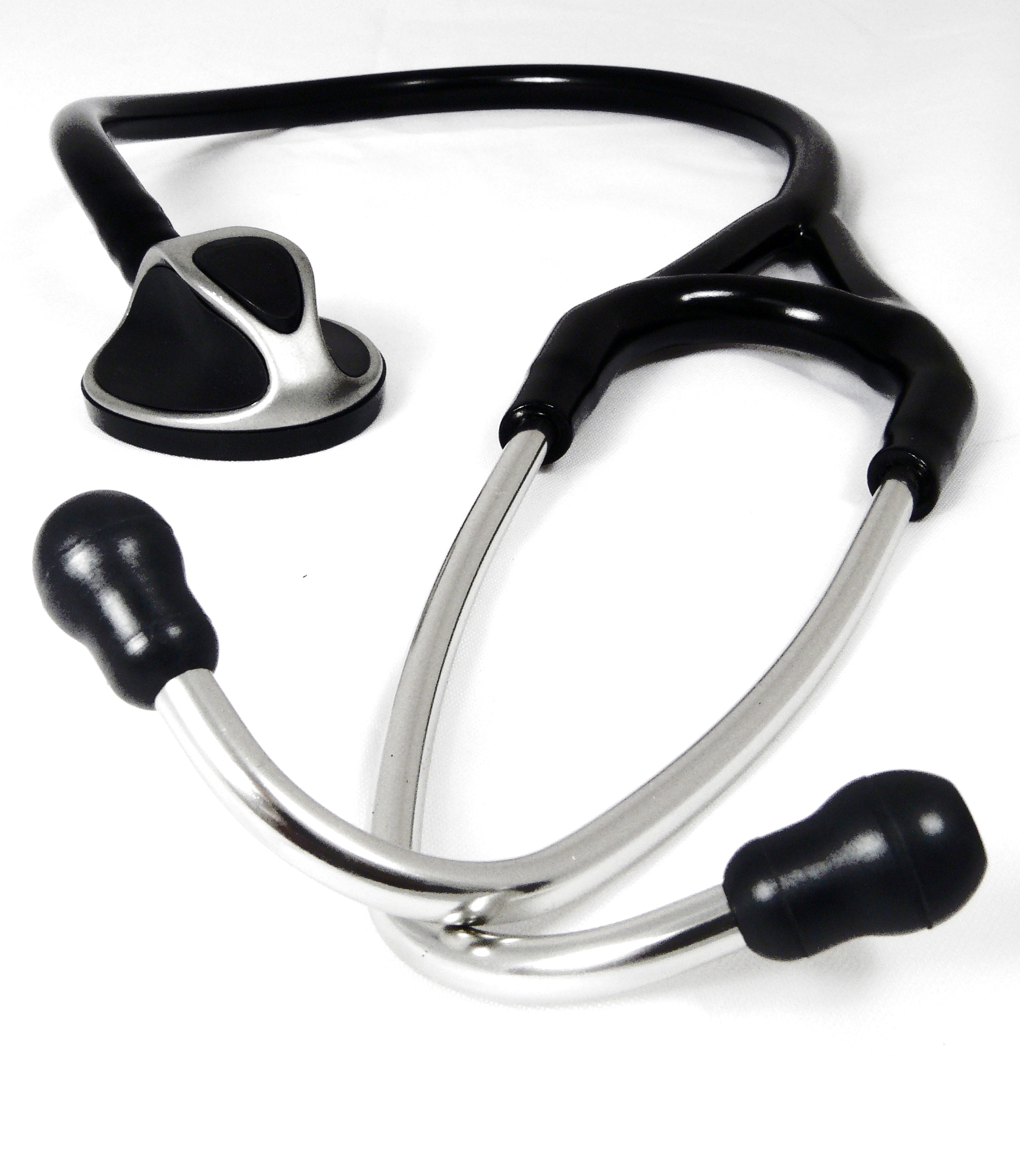
医師が診療の際に用いるドクター・コープ

聴診器にはベル型と膜型の2種類がある。ベル型は心音に関してはすべての音を聞くことができる。膜型は低音を成分を減弱させるので高音が聞きやすくなる、ベル型で聞き取れて膜型で聞こえなくなる低音というのは小さな低音ということになる。

また現在は外部音を低減させ、身体の音を増幅させる電子聴診器も開発されている。(Littmann 3000, 3100, 3200, 4100など)

## 心臓音の聴診
心臓音は心音とも呼ばれる。心臓の聴診を行うとき場合、まずは心血管系の一般診察を合わせて行うべきである、これらの情報と総合して聴診の所見は決定される。一般内科レベルの心臓疾患の診断の手順としては病歴聴取、身体診察、血液検査、胸部X線、心電図、断層心エコー図（ドプラ法は含まない）を総合的に行う必要がある。病歴は時系列で、症状のonset、持続、誘因、実際の活動度（駅まで歩けるかなど）を中心に聴取していく。症状がなく、異常の指摘といった病歴も特記すべき事項がなければ、正常所見といわれる状態ならば正常と考えてよいが、そうでなければその所見が正常かどうかは想定する疾患によって異なる。
橈骨動脈と足背動脈の触診
近年は心臓の異常よりも血管の異常の方が多いのでスクリーニング診察として、動脈の触診は重要である。足背動脈は心臓から腹大動脈を経て末梢まで来ているのでここの拍動は全身の血管病変のスクリーニングとして有用である。動脈の疾患は下肢の方が頻度としては多いのだが、鎖骨下動脈の狭窄や閉塞を調べるために橈骨動脈の触診も行うべきである。少しでも異常を感じたら血圧測定を行い、より他覚的に記載するように心がける。たとえ、痺れや間欠性跛行といった症状があったとしても左右の上肢、下肢の動脈拍動に差がなければ有意な閉塞性動脈硬化症は否定ができるとされている。
頸静脈の視診
頸静脈の所見は右房の拍動に関連するといわれている。ショック症状の時、頸静脈の怒張がみられたら肺動脈血栓塞栓症が疑える。また右室の拡張期圧や肺動脈の圧が上昇しているとa波という鋭い拍動がみられる。この所見は急性心筋梗塞の場合は見られない。頸静脈の視診は内頸動脈で行うのが基本であるが、内頸動脈が見えにくい場合は外頚動脈を観察する。立位で内頸動脈が可視できれば静脈圧は上昇している（息こらえを行えば正常でも怒張する）。仰臥位45度では胸骨角から内頸静脈拍動の最高点までの高さが4cm以上であれば静脈圧は上昇していると考えられる。臥位では正常でも怒張と拍動がみられ、逆に怒張が見られなければ静脈圧の減少が考えられる。
頸静脈の拡張が認められれば頸静脈波のどの波が優位かを判断する。頸静脈波はa波は右房の収縮、c波は三尖弁の右房への膨隆、x波は右房の弛緩、v波は右房への血液流入、y波は血液の右室への流入を示しているといわれている。頸静脈の怒張はa波、v波の高まりで生じると考えられている。I音に一致すればa波であり、II音に一致すればv波である。a波の上昇は三尖弁狭窄症、右室肥大、右心不全、肺高血圧症を示唆し、v波の上昇は三尖弁閉鎖不全症、心不全を示唆する。
頸動脈の触診
頸動脈の所見は大動脈の拍動に関連するといわれている。二峰性脈が見られる場合は大動脈弁下狭窄が疑え、遅脈がある場合は大動脈弁狭窄、速脈が見られる場合は大動脈閉鎖不全症が疑える。
心尖拍動の視診、触診
左側臥位にすると心尖拍動は触れるのが正常である。一般に心臓聴診は左側臥位の方がわかりやすいのでまず拍動やスリル（心雑音が触診されること）を触れてから聴診は開始する。
心尖拍動部の聴診
左側臥位で心尖拍動を触れた部位にベル型の聴診器を当てる。ベル型は低音成分聴取が得意であるため、III音、IV音、I音の減弱がわかりやすい。同部位で高音成分聴取が得意な膜型に変えると僧帽弁閉鎖不全の雑音や大動脈弁閉鎖不全の雑音が聴取しやすい。
聴診部位の移動
心尖部から心基部へ移動しながら左室、右室、肺動脈、大動脈の各領域を聴取する。心雑音がある場合は雑音の最強点を特定する。左室領域とは心尖部や僧帽弁口（鎖骨中線第5肋間）であり、大動脈領域は大動脈弁口（胸骨右縁第2肋間）であり、右室領域は胸骨左縁下部や三尖弁口（胸骨左縁第4肋間）であり、肺動脈領域は肺動脈弁口（胸骨左縁第2肋間）である。雑音の放散部位も所見となる。心雑音が頸部に放散すれば大動脈弁由来、頚部ではなく背部に放散すれば僧帽弁由来である可能性が高い。

### I音とII音
I音
房室弁（僧帽弁と三尖弁）により、血流が突然遮断されることに起因し発生するさまざまな要因の音。心尖部でよく聞こえる。
II音
肺動脈弁と大動脈弁の閉鎖音。心基部でよく聞こえる。
上記のような定義が一般的には知られている。時相でいうと、次音との間隔が短いのが I音であり、次音との間隔が長いのが II音である。心電図のQ波から II音の間が収縮期であり、II音と心電図のQ波の間が拡張期である。健常者では I音から II音より II音から I音の方が長いという事実と時相の分析はよく一致する。また I音と II音は部位によって大きさが異なることも知られている。心尖部では I音の方が大きく聞こえ、心基部では II音の方が大きく聞こえる。これは心尖部では僧帽弁により近く、心基部は大動脈弁に近いからであると考えられている。もし、I音と II音の同定に困ったら心尖部から心基部へ順に心音を聞いてみればよい。徐々に大きくなるのが II音である。心基部では確実に II音が大きく聞こえる。また I音の方が持続時間も若干長いといわれている。頻脈を呈しているときはこういった知識を用いても I音と II音を同定できない時もある。このばあいは頸動脈を触診する。原則として I音と II音の間に頚動脈で拍動が触れる。もちろん橈骨動脈や足背動脈でも同様であるが、頸動脈が一番確実に同定できるといわれている。
I音と II音の異常としては以下のようなものが知られている。
- I音の異常
  - I音の亢進:左室収縮力の増強、僧帽弁狭窄、PQ時間短縮、完全房室ブロックで、PとQRSが重なると大砲音という巨大な I音が聴こえる。
  - I音の減弱:左室収縮力の減少、僧帽弁閉鎖不全、PQ時間延長
- I音の分裂:脚ブロックで聞かれることがある。
- II音の亢進、減弱:肺動脈成分IIp、大動脈成分IIaが存在。通常IIaが先行する。II音の亢進、減弱は難しいので省略。
- II音の分裂
  - 生理的分裂:吸気時にIIpが遅れる。
  - 病的分裂:IIa〜IIpの間隔が呼気・吸気ともに幅広く分裂する。MR、VSD、PS、RBBBでおこる。
  - 固定性分裂:IIa〜IIpの間隔が呼吸によらず一定。ASDでおこる。
  - 奇異性分裂:IIpがIIaに先行する。吸気時より呼気時の方が分裂がはっきりする。AS、LBBBでおこる。

これらは I音、II音の生理学的な意義から、ある程度考察することができる。I音は左室の機能に関係した音である。実際に若くて健康な人では I音は大きく聞こえる傾向がある。心尖部で I音が小さく聞こえるときは左心室の機能が低下しており、実際に心臓超音波検査ではEFが低値である傾向がある。強弱がわかりにくければベル型と膜型の聴診器を使い分ければよい。ベル型（軽く当てる）で聴取できて、膜型（強く押し付ける）で聴取できなければ高音が乏しく、I音は減弱している。
II音は、大動脈弁由来のAと肺動脈弁由来のPの二つの成分より構成されている。AとPの区別は頸動脈波などを用いなければわからないが、健常者の場合はAは心基部から心尖部に渡って聴取できるがPは2LSB近くに限局して聞こえるといった分布に差がある。分裂を聞き分けるには息こらえが必要な場合もある。分裂音はあくまで II音なので心基部で聴取する。心尖部で同様の音が聞こえたら、それは II音の分裂ではなく過剰心音である。分裂で特に重要なのは、息を止めなくても分裂が変化しない固定性分裂である。心電図で不完全右脚ブロックを認め、固定性分裂を認めたら心房中隔欠損症の可能性が高く、心臓超音波検査などで確定する必要がある。成人の場合は自然閉鎖が期待できず、手術の適応例が多い。

### 過剰心音
III音
拡張早期に血液が心室に充満する音。心室壁に血流がぶつかり起こる。II音の後に聞かれる。
心尖部でおっかさんというリズムで聞こえたらそれは III音である可能性が高い。III音、IV音は共に、心尖部、左側臥位でよく聞こえる。心拡大が起こると III音が、心肥大が起こると IV音が聞かれる。III音、IV音共に聴かれる場合を gallop rhythm といい、心不全、虚血性心疾患、DCM、過剰輸液のサインである。III音の病的意義は心室コンプライアンス低下、心室拡張期容量負荷である。IV音と異なり必ずしも病的な意義はなく、生理的 III音というものも存在する。左側臥位にすると若年者では III音が聞こえるのが正常である。むしろ聞かれない場合が高血圧や心筋の肥厚を疑う。生理的 III音が聞こえる場合は I音、II音も同時に大きく聞こえる場合が多い。その原因としては胸壁が薄く、心筋の伸展性が非常に良いためと考えられている。生理的 III音と病的 III音の聞き分けとしては I音、II音の音程、音量が手がかりになりやすい。生理的 III音では I音、II音が大きく、III音の音程が高い、そして病的な III音では I音が小さく聞かれ、 III音の音程が低いと言われている。また病的 III音が聞かれる場合は他の心不全徴候や心拍数の増加が見られることが多いことも手がかりとなる。典型的でないと同定は意外に難しい。心室壁のコンプライアンス（弾性力）の低下は III音を起こすが、それで心室の拡張末期圧が上昇すると心房が強収縮をおこすので IV音が起きるといった現象も知られている。結局、疑わしいと思ったら心臓超音波検査など他の検査を併用するべきであり、そこまで頼らないことが重要である。
IV音
拡張後期に心房が強収縮することによって心室壁が振動する音。I音の前で聞かれる。
心尖部でおとっつぁん（もしくはペヨンジュン）というリズムで聞こえたらそれは IV音である可能性が高い。III音、IV音は共に、心尖部、左側臥位でよく聞こえる。心拡大が起こると III音が、心肥大が起こると IV音が聞かれる。III音、IV音共に聴かれる場合を gallop rhythm といい、心不全、虚血性心疾患、DCM、過剰輸液のサインである。III音と異なり IV音が聞こえたらそれだけで病的な所見である。IV音が聞こえたら心筋が肥厚し、左室のコンプライアンスが低下していると考えてよい。つまり IV音は左室の拡張障害と左室拡張末期圧の上昇を意味する。IV音はあくまで心房の収縮を見ているので心房細動が存在したりして心房が十分に収縮しない場合は IV音が存在するべき病態でも IV音が聞こえない場合があるため注意が必要である。特に肥大型心筋症などがある場合は心房細動で左心不全に陥る場合があるため注意が必要である。
僧帽弁開放音 (OS)
MS でおこる。ランブルに先行する。
心膜ノック音
収縮性心膜炎でおこる。
駆出音
心室から半月弁を経て駆出する音。ASやPSでおこる。
収縮中期クリック
僧帽弁逸脱症で起こる。心尖部で I音と II音の間に聞こえる過剰心音である。タバタとかあかちゃんと聞こえると言われている。

### 心雑音
心雑音とは一般に心音と心音の間に聞かれる音であり心音よりも持続時間が長いのが特徴である。部位、時相、音程（ピッチ）などによって分類される。心臓カテーテル検査における圧較差のによって決定されることが多い。ピッチは高いほど病的であり、拡張期雑音も病的である。収縮期雑音は生理的なこともあるが時相が収縮後期になるほど病的な雑音の可能性が高くなる。また心雑音が聴取された場合はレバイン分類で記載する。重症例は聴診所見だけではなくスリルが触れるかという触診所見も重要となる。特に重要なのは心雑音が収縮期か拡張期かを同定することである。これは I音と II音の同定ができれば問題はない。心拍数が100/minを超えると収縮期と拡張期の判別はしばしば困難になる。また心雑音の音量が大きい時も間違えやすいため、頸動脈の触診を用い、拍動が感じる前が I音という所見を参考にしながら行うことが望ましい。
レバイン I 度 - 極めて微弱で注意深い聴診で聴こえる雑音
レバイン II 度 - 弱いが聴診器を当てるとすぐに聴こえる雑音
レバイン III 度 - 振戦を伴わない高度の雑音
レバイン IV 度 - 振戦を伴う高度の雑音
レバイン V 度 - 聴診器の端を当てただけで聴こえる雑音、振戦を伴う。
レバイン VI 度 - 聴診器を胸壁に近づけただけで聴こえる雑音、振戦を伴う。
収縮期とは I音と II音の間であり、拡張期とは II音と I音の間である。駆出性は増減性がある音、逆流性とは増減性のない音である。心臓カテーテル検査、心電図、心臓超音波検査といったほかの検査の理論から定義されている。また傾向として機能性雑音は収縮早期であり器質性雑音は収縮中期以降から拡張期にわたることが多い。
|            | 器質性雑音                                                                         | 機能性雑音                                       |
| ---------- | ---------------------------------------------------------------------------------- | ------------------------------------------------ |
| 音量       | 大きく III / VI 度以上である。ただし閉鎖不全症の雑音は小さくても器質性雑音である。 | 小さく III / VI 度以内である。スリルは触れない。 |
| 時期       | 全収縮期や収縮中期、収縮後期                                                       | 収縮早期が多い。全収縮期はない。                 |
| 心音の異常 | 伴うことが多い。                                                                   | 一般に伴わない。                                 |

確実に機能性雑音と言い切るには次の条件が必要である。それは収縮期雑音であり、I音と II音が正常であり過剰心音が存在しない。膜型（ベル型では強く押し当てる）では聞こえにくい低調音である。そして自覚症状がなく、心電図、X線写真で異常がないことである。雑音の放散部位も所見となる。心雑音が頸部に放散すれば大動脈弁由来、頚部ではなく背部に放散すれば僧帽弁由来である可能性が高い。なお、心雑音が圧較差に由来するため、圧較差が少ない右心系の弁膜症では雑音は聞かれないことが多い。心電図やX線写真で右心負荷所見を探し、心臓超音波検査で確認を行うというプロセスを踏むことが多い。

#### 収縮期雑音
収縮期駆出性雑音
血液が大血管に駆出される時に生じる雑音である。I音から離れて始まり、II音の前で終わる、ダイヤモンド型の雑音である。この雑音は低音であり、重症化すると高音化する傾向がある。心尖部から心基部にかけて聴診することができる。大動脈弁狭窄症 (AS)、肥大型心筋症、心房中隔欠損症 (ASD)、ECD、PS、機能性雑音でおこる。貧血で聞かれる心雑音もこれである。
収縮期逆流性雑音（＝全収縮期雑音）
血液が心室や心房に逆流するときに生じる雑音であり、音量変化がなく、持続時間が長い。I音から II音まで連続するため I音、II音が聞き取りにくくなる。平坦で吹鳴様の雑音である。この雑音は高音であり重症化すると低音化する。心尖部に限局するのが特徴である。僧帽弁閉鎖不全症 (MR)、心室中隔欠損症 (VSD)、TR でおこる。

#### 拡張期雑音
拡張期早期雑音（拡張期雑音、灌水様雑音）
大動脈閉鎖不全症で有名な雑音である。血液が大動脈から左室へ逆流するときに生じ、II音より始まり減衰する。高調音である。大動脈弁閉鎖不全症 (AR)、PRでおこる。
拡張期ランブル（＝拡張中期雑音）
II音から少し遅れて始まる。低調音で僧帽弁狭窄症 (MS)、TS、重症ASD、重症VSDでおこる。
前収縮期雑音
I音に向かい漸増する雑音。心房収縮でおこる。僧帽弁狭窄症 (MS)でおこる。

#### 心外性雑音
連続性雑音
収縮期、拡張期を通じて続く雑音、II音付近に雑音のピークがある。コーヒーミル様の雑音である。動脈系と静脈系が短絡し、収縮期も拡張期のも圧較差が生じるために起こるといわれている。大動脈-静脈系シャント、冠動脈-静脈系シャントでおこる。
頚動脈雑音
頚動脈ブルイといわれる、連続性雑音である。頚動脈狭窄症で聞かれる血管雑音である。
心膜摩擦音
急性心膜炎で聴こえる。
ハマンズサイン
縦隔気腫でおこる。

#### 名前がついた有名な雑音
- グラハムスティール雑音:MSなどによる著明な肺高血圧時におこる拡張期灌水様雑音。機能的PRを起こすことにより生じる。
- カーリー・クームス雑音:MRなどの際に生じる拡張期ランブル。相対的MSを起こすことで生じる。
- オースティンフリント雑音:ARの際に生じる拡張期ランブル。相対的MSを起こすことで生じる。
- to and fro雑音:VSDに合併したAR。連続性雑音との違いは II音と拡張期ランブルの間に間があること。

### 関連して覚えておくべき心エコー
- 僧帽弁
  - 弁後退速度（DDR）低下 - 僧帽弁狭窄症
  - 収縮期前方運動（SAM） - 肥大型閉塞性心筋症
  - 僧帽弁前尖の細動（fluttering） - 大動脈弁閉鎖不全
  - 僧帽弁の収縮期背方運動 - 僧帽弁逸脱症候群
- 大動脈弁
  - 大動脈弁の収縮中期半閉鎖 - 肥大型閉塞性心筋症
- 心室中隔
  - 心室中隔の奇異運動 - 心房中隔欠損症
  - ASH（非対称性中隔肥大） - 肥大型心筋症
- 左室壁運動
  - 収縮期壁厚増大 - 心筋梗塞
  - 局所壁運動 - 心筋梗塞、虚血性心疾患
- そのた
  - エコーフリースペース - 心嚢液貯留

### 関連して覚えておくべき脈拍の異常
頻脈（100以上）ショック（出血性、敗血症性）、心機能亢進時
徐脈（60以下）甲状腺機能低下症、神経原性ショック、閉塞性黄疸
大脈（脈圧大）AR、PDA、A-Vシャント、バセドゥ病
小脈（脈圧小）AS、心タンポナーデ、VSD
速脈脈の経時的変化の急速なもの（急速に強くなり、急速に消失する）。AR、PDA、Valsalva洞破裂
遅脈脈の経時的変化が遅いもの（ゆっくり大きくなり、ゆっくり小さくなる）ASでおこる。
ASでは遅脈、小脈が、ARでは速脈、大脈がみられる。
奇脈吸気時に呼気時より、その収縮期圧が10mmHg以上低下するもの。左室拡張不全でみられる。心タンポナーデ、収縮性心膜炎、気道閉塞、重症喘息
二峰性脈収縮期に脈波の峰が2個生じるもの。閉塞性肥大型心筋症、一部のAR、PDA
交互脈大きな脈と小さな脈が交互に出現する。脈拍そのものは整。左心不全の指標となる。拡張型心筋症

### 心臓聴診の各論的事項
心臓弁膜症を参照に。
僧帽弁狭窄症
I音の亢進、僧帽弁開放音（II音の後）、拡張期ランブル、前収縮期雑音、グラハム・スティール雑音があることも
エコー上はDDR低下（傾きがゼロに近づく）、後尖の異常前方運動、M弁エコーの増強、多重化、血栓エコー
拡張期に左房左室圧較差が生じる。拡張期には左房と左室の圧が等しくなるはずだが、左房圧が左室圧より高くなり、圧較差が生じる。
僧帽弁閉鎖不全症
I音の低下、II音の幅広い分裂、III音の聴取、拡張期ランブル、全収縮期雑音、エコーではDDR↑
僧帽弁逸脱症
収縮中期クリック（II音の前）、収縮後期逆流性雑音、エコー上、収縮期異常後方運動がみられる。
大動脈弁狭窄症
収縮期駆出性雑音、II音の奇異性分裂、駆出音、IV音があることも
収縮期に左室大動脈圧較差が認められる。左室の方が大動脈よりも高い圧を示す。左室の肥大が認められ、ECGではストレインパターンを示す。
遅脈、小脈を示す。
本症は左室の代償機構で長期間無症状で経過する反面、症状出現後は予後不良である。症状出現後の平均余命は狭心痛から5年、失神から3年、左心不全からは2年である。そのため症状が出現したら速やかに手術をする。
大動脈弁閉鎖不全症
II音の亢進、III音聴取、拡張期灌水様雑音、収縮期駆出性雑音、オースティンフリント雑音、エコー上M弁の拡張期fiuttering、M弁の早期閉鎖
速脈、大脈（脈圧大）を認める。
ASでは遅脈、小脈が、ARでは速脈、大脈がみられる。
心房中隔欠損症
収縮期駆出性雑音、II音固定性分裂、拡張期ランブル、心エコーでは心室中隔の奇異性運動、右心腔の拡大、前尖の収縮期末期前方運動
心室中隔欠損症
全収縮期雑音、II音の病的分裂、III音、拡張期ランブル、グラハムスティール雑音

## 呼吸音の聴診
呼吸音の記載法は標準化されていない。詳細な分類が存在するが、その分類が臨床に直結しないことも多い。例えばロンカイとウィーズは音質は全く異なるが意義は同じである。呼吸の時相や周波数成分を利用した分類も提唱されているが不十分な点も多い。気管支喘息の強制吸気時のウィーズ、肺線維症のクラックル、上気道閉塞を疑う緊急所見ストライダーなどはエビデンスがある程度そろっている所見である。

### 聴診の方法
- 「胸の音を聴きます。口を軽くあけて、深呼吸を続けてください。」
- 聴診器を温める。
- 「すって〜、はいて〜」

口でゆっくり深呼吸させる。必ず、呼気と吸気を聴診。左右交互に比較して聴診する。
肺尖、側胸部を含めた胸部全体を聴診する。

### 呼吸音
気管呼吸音
気管、気管支では気流速度が速くまた空気の流出入によって乱流が生じる。これにより強く粗い音が聴こえる。また気管呼吸音は、気管支呼吸音、気管支肺胞呼吸音、肺胞呼吸音に比べて、吸気時よりも呼気時の方が持続時間が長い。
呼気>吸気で呼気の持続時間が長い。
気管支呼吸音
気管支呼吸音は気管呼吸音に比べて、呼気と吸気の音の大きさ、持続時間が等しくなっている。
呼気、吸気ともに大きい。
気管支肺胞呼吸音
肺胞呼吸音と気管支呼吸音の中間的な性質をもつ。呼気時の方が吸気時よりもやや高調で大きい。
気管支呼吸音より小さい。呼気>吸気。
肺胞呼吸音
柔らかく、最も低音である。吸気時は全体で聴診できるが、呼気時では、初期のみで、より小さい音が聴診される。
吸気は小さく、呼気は最初以外聴かれない。

### 呼吸音の異常
副雑音が聴取される前の段階で認められることが多い。
呼吸音の減弱・消失
肺局所の気流速度や換気量の低下により生じる。左右対称に注意深く聴診し比較することによって確認することができる。
ex)気胸、胸水、肺気腫、気道内腫瘍、異物、無気肺
呼吸音の増強
肺局所の気流速度の増加や換気量の増大、また肺胞胸壁への伝播亢進によって生じる。
ex)肺線維症による呼吸困難、気管支炎
呼気延長
末梢の気道が狭窄しているような病態では、空気を速やかに呼出することができないため呼気が延長する。
ex)閉塞性肺疾患（気管支喘息、COPD）
気管支呼吸音化
含気量の低下により肺実質の音の伝播が亢進することで、肺胞呼吸音が聴取されるべき肺野に気管支肺胞呼吸音や気管支呼吸音が聴取される。特に気管支呼吸音が背部や側胸部（特に下半分）で聴取されれば異常である。
ex)胸水、肺炎、無気肺、肺鬱血

### 副雑音
連続性ラ音（ラッセル音）
ロンカス、低音性ラ音、いびき様音
低調音「ボー、ボー」、中枢性気管支できくことができる。呼気相、吸気相両方で聞くことができる。咽頭から気管支までの比較的太い気道に狭窄があることを示す。狭窄は炎症や腫瘍、分泌物の貯留と考えられる。
ウィーズより低音性である。咽頭から、主気管支までの閉塞ないし狭窄があることを示す所見であり、この部の炎症（分泌物貯留）、異物、腫瘍などが原因となる。肺水腫の際にも認められるが、この際は吸気のみならず、呼気にも聴かれることが多い。
ウィーズ、高音性ラ音、笛様音
高音性「ヒューヒュー」、末梢気管支できくことができる。細い気管支に狭窄があると聞くことができる。狭窄は気管支喘息や炎症、腫瘍などが原因で気道内の分泌物が貯留することによって起こる。→気管支喘息
気管支喘息患者に特徴的なラ音とされている。肺野全体に聴かれ、頸部に最強点がある。気管支喘息以外にも、腫大リンパ節や縦隔腫瘍による、外部からの圧迫、気管支癌、滲出物や粘膜の炎症による気管支内腔の狭窄によって、聴こえる。
びまん性の肺疾患の代表である気管支喘息では病状の重症化とともに音の数が増加するが、さらに重症になると気道が閉塞してしまうため音の数が減少し、聞こえなくなってしまうこともある。昔からの名言に「喘息患者の胸が静かなのは必ずしも好ましい徴候ではなく、むしろ患者が疲れて、閉塞した気道から空気を排出できないのだ」というものがある。必ず全身状態を確認して文脈を作ろう。バイタルサイン、動脈血液ガス検査もみよう。なお、メタコリン負荷中に喘鳴があらわれると気管支喘息が非常に有意になる。ウィーズは努力をすれば聞けてしまうことがあるので注意が必要である。
スクオーク、吸気性変調音
ウィーズよりもさらに高音性「ヒュゥ、ヒュゥ」、より末梢で聞くことができる。ほとんどが吸気相で聞こえる。粘稠な分泌物があることを示している。吸気時の急激な陰圧による気管支径、および、吸気流速の急激な変化で起こると考えられている。しばしばクラックルを伴う。びまん性汎細気管支炎や過敏性肺臓炎で聴取されることがある。
ストライダー、狭窄音、吸気時喘鳴
中枢気管支で聞こえる、高音性の連続音。ほとんど吸気相、頸部で聞こえる。太い気管支の腫瘍性狭窄によるものと考えられている。音響学的には以下の2点を除き、ウィーズと同じである。ストライダーは吸気時に限られるが、ウィーズは呼気時だけまたは呼気時と吸気時に発生する。ストライダーは頸部で強く聴取されるが、ウィーズは常に胸部で強く聴取される。上気道に閉塞があるとストライダーは患者が開口して早い呼吸をしないと現れないことがある。ストライダーは気道幅が5mm以下であることを示している。ストライダーは上気道閉塞を示唆する所見であり、聴取した場合は緊急事態である。
補足
連続性ラ音の場合は音の数が狭窄部位を示すため、疾患の推定には音の数と性質（単音性と多音性）が重要である。肺癌などでは単音声が多い。また、連続音がどの呼吸相のどのタイミングで聞こえるのかを注意深く聴診する必要がある。
断続性ラ音（クラックル）
ファインクラックル（捻髪音）
細かい、高音性、短い「パチパチ、バリバリ」という硬い音。吸気相終末期に聞こえる。すなわち、十分に息を吸わせないと聞こえないことがある。肺胞間質の肥厚によって閉じやすく、開きにくい（コンプライアンスが低下した）肺胞が開く音である。吸気時に胸腔内圧が陰圧になり、正常な肺胞が開いた後で、一気に障害された肺胞が開く時に聞こえるということである。間質性肺炎（特発性間質性肺炎、マイコプラズマ肺炎、クラミジア肺炎、過敏性肺臓炎）などで聞かれる。
特発性間質性肺炎などでは肺底部に好発するため、背部からでないと聴取されないことがある。また体位により音が変化し、坐位で下肺野に明瞭に聴取される。急性の間質性肺炎では細かい典型的なファインクラックルを聴取できる。一方、肺線維症が重症化し、蜂窩肺になると、障害された肺胞は繊維化、癒合化し、呼気時閉じなくなり、やや粗いファインクラックルとなる。
コースクラックル（水泡音）
粗い、低調音、やや長い「パチパチ」とした鈍な音である。吸気相の初期から、呼気相の初期まで続く。気道内に液体膜様物があり、呼吸に伴って破裂する音である。肺水腫、肺炎、気管支拡張症、気道分泌を伴う炎症疾患（慢性気管支炎、びまん性汎細気管支炎）などで聴かれることがある。やや粗いファインクラックルとの鑑別は困難なことが多いが音の性状とタイミングの違いで区別をする。
クラックルのEBDについて
以下に述べるクラックルは患者が咳をした後でも残るクラックルだけとする。クラックルが存在すれば、アスベスト労働者の肺線維症、心疾患患者でも左房圧上昇、咳と発熱がある患者では肺炎を肯定する所見となる。クラックルは特発性肺線維症の100%で認められ、サルコイドーシスの線維症ではわずか20%に過ぎないので、クラックルがなければ特発性肺線維症は否定的となる。仰臥位で認められ、坐位では消えてしまうクラックルを体位性クラックルという。心筋梗塞後に体位性クラックルの所見があれば、肺動脈楔入圧の上昇と予後不良が示唆される。

### 肺外から発生する副雑音
胸膜摩擦音
炎症により粗造化した臓側胸膜と壁側胸膜が摩擦することで発声する音を胸膜摩擦音という。胸膜摩擦音は握雪音と表現され、雪を踏む時の「きゅー、きゅー」という音が呼吸に合わせて聴取される。胸膜の炎症がX線像で分からない程度の状態から診断することが可能である。炎症部位に一致して聴取されるが、胸水によって胸膜同士が離れてしまうと消失する。
ハマンズサイン
縦隔気腫で聴取される心音と同期する高音のクリック音で心嚢内に空気が入った場合に聴かれる。捻髪音と表現されることもあるが、ファインクラックと区別がつかなくなるのでハマンズサインと記載するべきである。
胸水を身体診察で見つけよう。（声音聴診）
胸水の有無は胸部X線で必ず読み取らなければならない項目であるが、声音聴診を行えば容易に身体診察でも評価することができる。
患者に低い声で「ひとーつ、ひとーつ」と発声させる。肺野を聴診すると、正常肺野の部位では「おー、おー」と不明瞭に聴こえる。胸水が貯留している部位では「おー、おー」という音が健側に比べて小さいがやや高い明瞭な音で聴取される。これを山羊音という。山羊音は肩甲骨下角で聴取されることが多いため、同部を中心に聴診する。声音聴診では特に左右差に気をつける。咳と発熱のある患者では山羊音があれば肺炎を強く示唆する。また音声聴診をする場合は合わせて音声振盪も検査しておくことが望ましい。
声音振盪
声音振盪とは、発声した際に生じる声の響きが、肺を通って体表まで伝わる現象のことである。まず手掌基部を背部の肺野にあてる（手拳の尺骨側を当てても良い）。両手で同時で行って片手ずつ行っても良い。患者に「ひとーつ、ひとーつ」と発声してもらい、手に響く感覚を調べる。特に左右差に気をつける。亢進している場合は限局性の肺炎の疑いがあり、減弱や消失している場合は胸壁への音の伝導が妨げられている状態を示す。具体的には、(1) 痰や胸水の貯留 (2) 無気肺 (3) 気胸 (4) 広範囲の胸膜肥厚 などの疑いがある。

### ユニークな方法
肺胞呼吸音の定量的評価
肺胞呼吸音の強さは口を通過する空気の流量に比例するが、一方、その流量は患者の努力や換気能に左右される。したがって、呼吸音は正常人が運動後に激しく呼吸をすれば強くなるが、閉塞性呼吸器疾患で流量が減少していれば弱くなる。呼吸音は気胸や胸水のように、胸壁と肺の間に空気や液体が介在する場合も減弱する。そこでPardeeは肺胞呼吸音のスコアリングを考案した。胸部の6箇所（左右の上前部、腋窩中線、背部肺底部）を次々と聴診し、各々の部位を以下のように点数化する。吸気音なしなら0点、ほとんど聞こえないなら1点、かすかだが確かに聞こえるなら2点、正常なら3点、正常以上なら4点とする。すると合計点は0点から24点の範囲おさまる。呼吸音得点が9以下は慢性の気道閉塞の有力な根拠となり、15以上はその診断を強く否定する根拠になる。
努力性呼気時間
胸骨上陥凹部の気管上にベル型の聴診器を置き、患者に深く息を吸い、それを思いっきり早く呼出するように指示する。ストップウォッチを使い、聴取可能な呼気の時間を2分の1秒単位まで測定する。努力性呼気時間が3秒以内であれば閉塞性疾患は否定的であり、9秒以上であればその可能性が高まる。努力性呼気時間は閉塞に対する特異的な検査法である。拘束性肺疾患では、閉塞性肺疾患と同様に1秒率の減少はあるが、努力性呼気時間が4秒以内であるのが通例である。

## 腹部の聴診
- 腸蠕動音(グル音)の亢進・減弱
- 腸雑音(金属音など)
- 腹部血管雑音(腹部大動脈、両側腎動脈)